# 包 (朝鮮將棋)
包是朝鮮將棋的棋子之一。
包不論是走子還是吃子時亦須隔子，步數不限，不可拐彎，不可斜走（九宮格內斜線除外），但要注意：
- 包與被吃子之間須隔著任意一個棋子，而當中間隔著的棋子也為包時則不能遁此方法吃子（不能重包）；
- 包不能吃包。

所以包的攻擊力通常弱於「車」，也比中國象棋的「炮」弱。
「包」的起始位置為雙方底線數起第三行之左二排和右二排，即在兩隻「馬」的兩行前。